# Medea Abrahamyan
Medea Abrahamyan (in armeno: Մեդեա Աբրահամյան; Erevan, 8 marzo 1932 – Erevan, 3 marzo 2021) è stata una violoncellista armena.

## Biografia
Nata a Erevan l'8 marzo 1932, frequentò la Scuola musicale Ciaikovski di Erevan e successivamente il Conservatorio Statale Komitas di Erevan. Essendo stata un'allieva del violoncellista Mstislav Leopol'dovič Rostropovič, nel 1956 si diplomò al Conservatorio di Mosca.
Si esibì in numerosi paesi, oltreché nelle ex repubbliche sovietiche. Non mancarono, accanto alle sue esecuzioni di opere di compositori classici, le opere di compositori armeni di violoncello.
Oltre ai suoi concerti, nel 1957 Medea Abrahamyan insegnò al Conservatorio Statale Komitas di Erevan e nel 1983 divenne docente della Scuola Ciaikovski, formando generazioni di musicisti di diverse nazionalità, fatto che ora la porta ad essere ampiamente riconosciuta non solo in Armenia, ma anche all'estero.

Medea Abrahamyan nel 1958.

È morta nella capitale armena il 3 marzo 2021, all'età di 88 anni.

## Premi e riconoscimenti
- 1973 – Premio di Stato dell'URSS
- 1980 – Artista del popolo dell'URSS
- 2007 – Cavalieri dell'Arte armena
- 2012 – Medaglia d'onore della Repubblica di Armenia[4]
- Cittadina onoraria di Ruse (Bulgaria)
- 2016 – RA Prime Minister's Gold Medal
- 2017 – Gran Premio de la Nairi Pan-Armenia music festival